# André Luisier
Pour les articles homonymes, voir Luisier.
André Luisier, né à Sion le 20 juin 1924 et mort dans cette même ville le 19 février 1998, est un entrepreneur et journaliste suisse.

## Biographie
En 1949, André Luisier devient rédacteur en chef du Nouvelliste valaisan. À la suite de l'absorption de deux journaux concurrents, il crée le Nouvelliste et Feuille d'avis du Valais. Très conservateur, il sert les intérêts du parti démocrate-chrétien au moyen de ses réseaux et de son journal.
Dès les années 1970 le Nouvelliste publie de manière régulière plus de 300 articles de Suzanne Labin, égérie française de la Ligue mondiale anticommuniste, dénonçant les régimes communistes et « leurs différentes formes de subversion ». La chroniqueuse défend vigoureusement la dictature de Pinochet au Chili et ses prises de position divisent. Le lectorat conservateur semble apprécier, mais les médias s'interrogent. Le rédacteur en chef André Luisier est pris à partie et précise que le Nouvelliste est « un journal d'information et d'opinion d'inspiration chrétienne et antimarxiste ». 
Entre 1981 et 1992, il est président du FC Sion qui remporte trois coupes de Suisse pendant cette période. 
Il prend sa retraite du Nouvelliste en 1994.